# Departamento de Homicídios e de Proteção à Pessoa

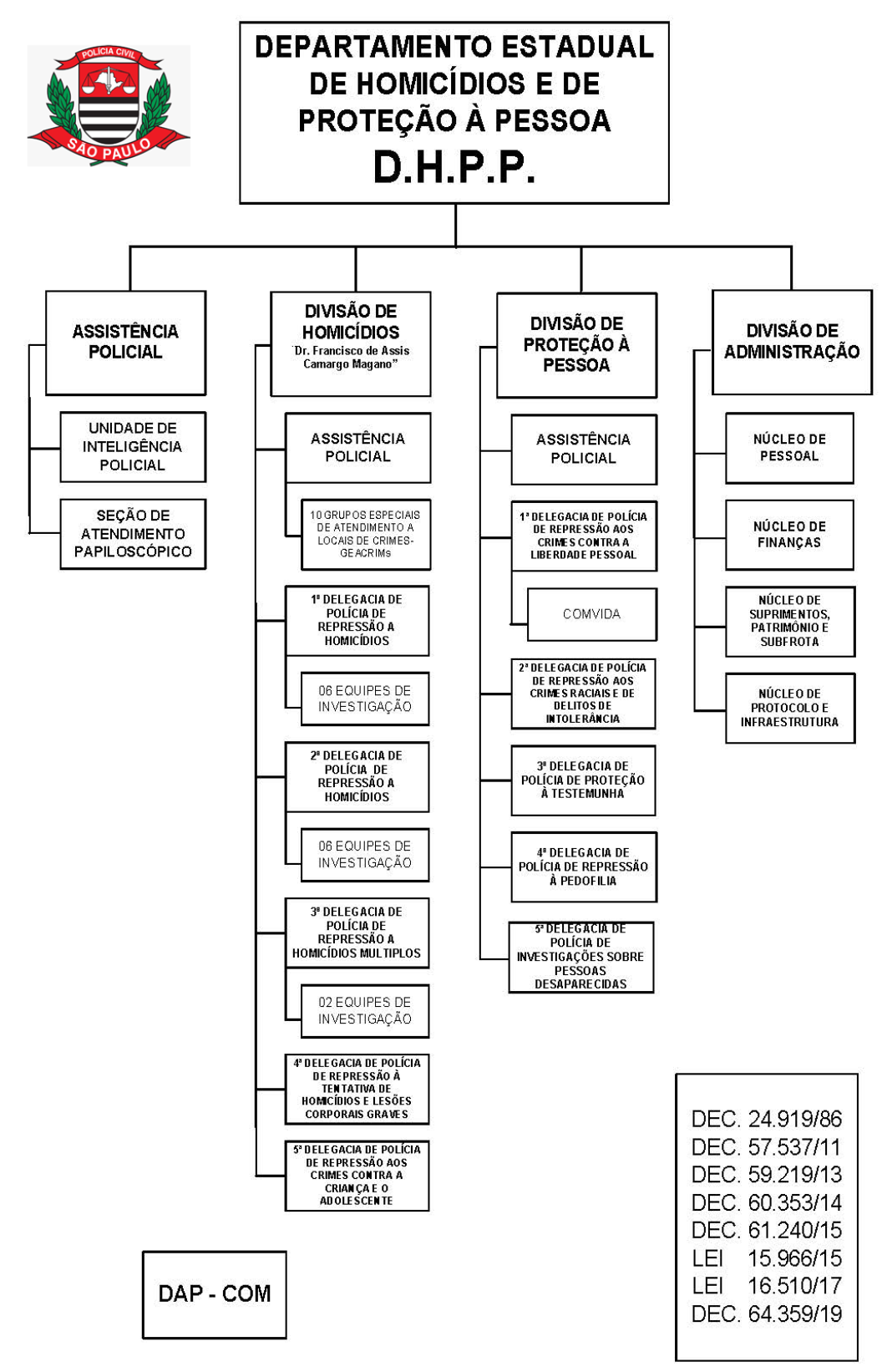

O Departamento Estadual de Homicídios e de Proteção à Pessoa (DHPP) é um dos órgãos de execução da Polícia Civil do Estado de São Paulo. Atua nos trabalhos de polícia judiciária (investigação criminal) e tem por área de circunscrição todo o território da cidade de São Paulo. Também realiza diligências fora de sua região, quando necessárias para a execução de sua atividade fim.Está subordinado à Delegacia Geral de Polícia (DGP).
Tem a sua origem na antiga Delegacia de Incêndio e Danos, que pelo Decreto nº 28652 de 11 de junho de 1957 transformou-se na Delegacia de Homicídios do antigo Departamento de Investigações (DI).
Conforme o artigo 2.º do precitado Édito Governamental, possuía como atribuições investigar " os delitos praticados contra a vida, os de lesões corporais e tentativa de homicídios e latrocínios de autoria incerta ou desconhecida, bem como os casos de ameaças à segurança pessoal que demandassem investigações."
Com o advento do Decreto nº 6835, em 30 de julho de 1975, a Delegacia de Homicídios foi transformada em Divisão de Investigações sobre Crimes Contra a Pessoa, subordinada ao extinto Departamento Estadual de Investigações Criminais - D. E. I. C., composta por duas Delegacias, a 1.ª de Homicídios e a 2.ª de Lesões Corporais Dolosas.
Finalmente, em 14 de março de 1986, por intermédio do Decreto nº 24919, foi criado o Departamento de Homicídios e de Proteção à Pessoa, édito esse depois alterado pelos Decretos nº 27017, de 21 de maio de 1987, nº 34171, de 14 de novembro de 1991, nº 38418, de 7 de março de 1993 e 39917, de 13 de janeiro de 1995.
Atualmente, o DHPP tem as seguintes atribuições: 
I - apurar a autoria dos crimes:
a) contra a pessoa, ressalvada a competência da Divisão de Crimes de Trânsito, do Departamento de Identificação e Registros Diversos da Polícia Civil- DIRD;
b) de roubo seguido de morte;
c) de intolerância e intolerância desportiva;
d) contra a vida da criança e do adolescente e a dignidade sexual de vulneráveis;
II - executar as atividades de prevenção e repressão ao delito de extorsão mediante sequestro;
III - localizar pessoas desaparecidas e executar ou difundir pedidos de localização ou busca oriundos de autoridades nacionais e estrangeiras.
As Delegacias de Polícia de Repressão a Homicídios atuarão nas áreas circunscricionais das Delegacias Seccionais de Polícia, do Departamento de Polícia Judiciária da Capital - DECAP.
O Departamento Estadual de Homicídios e de Proteção à Pessoa - DHPP está atualmente disciplinado pelo Decreto Estadual nº 57.537, de 23 de novembro de 2011, que alterou a denominação do Departamento e dispôs sobre suas atribuições. Posteriormente, foi alterado pelo Decreto nº 59.219 de 22 de maio de 2013, que afastou a atribuição da investigação dos crimes de latrocínios, pelo Decreto nº 60.353, de 9 de abril de 2014, que criou a Delegacia de Polícia de Repressão aos Delitos de Intolerância Esportiva - DRADE e pelo Decreto nº 61.240, de 24 de abril de 2015, que transferiu o Grupo Especial de Resgate - GER para a Divisão de Operações Especiais - DOE, do Departamento Estadual de Investigações Criminais - DEIC.

## Estrutura

### Divisão de Homicídios
A Divisão de Homicídios é formada por:
1.ª Delegacia de Polícia de Repressão a Homicídios (Sul) - composta por 6 equipes de 
investigação de homicídios e mortes decorrentes de intervenção policial (áreas oeste e sul 
da Capital);
2.ª Delegacia de Polícia de Repressão a Homicídios (Leste) - composta por 6 equipes de 
investigação de homicídios e mortes decorrentes de intervenção policial (áreas norte, centro 
e leste da Capital);
3.ª Delegacia de Polícia de Repressão a Homicídios Múltiplos - investiga os homicídios 
múltiplos;
4.ª Delegacia de Polícia de Repressão à Tentativa de Homicídios e Lesões Corporais - 
investiga as tentativas de homicídio e lesões corporais graves;
5.ª Delegacia de Polícia de Repressão aos Crimes contra a Criança e o Adolescente - 
investiga os crimes contra a vida da criança e do adolescente.

### Divisão de Proteção à Pessoa
É composta pelas seguintes delegacias:
1.ª Delegacia de Polícia de Repressão aos Crimes contra a Liberdade Pessoal - investiga 
os crimes de ameaça de autoria desconhecida, sequestro, cárcere privado, redução à 
condição análoga a de escravo e, ainda, o tráfico interno de pessoas; 
2.ª Delegacia de Polícia de Repressão aos Crimes Raciais e de Delitos de Intolerância - 
DECRADI - visa reprimir e analisar delitos de intolerância definidos por infrações 
originalmente motivadas pelo posicionamento intransigente e divergente de pessoa ou 
grupo em relação a outra pessoa ou grupo e caracterizados por convicções ideológicas, 
religiosas, raciais, culturais e étnicas, visando à exclusão social; 
3.ª Delegacia de Polícia de Proteção à Testemunha - executa as atividades de preservação 
da integridade de testemunhas, acusados e vítimas supérstites, ameaçadas em virtude de 
depoimentos ou informações que levem a prevenir ou reprimir atos criminosos, desbaratar 
quadrilhas ou facultar a produção de provas em processos penais; 
4.ª Delegacia de Polícia de Repressão à Pedofilia - apura e reprime os crimes contra a 
dignidade sexual de vulneráveis; 
5.ª Delegacia de Polícia de Investigações sobre Pessoas Desaparecidas - procede nas 
investigações para localizar pessoas desaparecidas; identifica cadáveres e executa ou 
difunde pedidos de localização ou busca oriundos de autoridades nacionais e estrangeiras. 

### Divisão de Administração
A Divisão de Administração tem a atribuição no planejamento, gerenciamento e  execução de atividades relativas ao núcleo de pessoal, finanças, protocolo, patrimônio, subfrota e suprimentos.

### Assistência Policial
A Assistência Policial conta com a Unidade de Inteligência Policial (UIP) e a Seção de Atendimento Papiloscópico.